# 藤原咲平
藤原 咲平（ふじわら さくへい、「ふじはら」「さきへい」表記もある、1884年〈明治17年〉10月29日 - 1950年〈昭和25年〉9月22日）は、日本の気象学者。学術論文などでのアルファベット表記（日本語のローマ字表記）は「Sakuhei Fujiwhara」を使用した。親族の証言によると本来は「ふじはら」姓で、本人のこだわりからFujiwhara表記をしたという。

## 来歴・人物
長野県諏訪郡上諏訪町（現在の諏訪市）生まれ。高島尋常小学校・諏訪高等小学校（後の諏訪市立高島小学校、2021年4月以降は諏訪市立上諏訪小学校）を卒業。高島尋常小学校・諏訪高等小学校では陸軍中将の永田鉄山と同級であり、また同じく諏訪出身で岩波書店の創立者である岩波茂雄らとは生涯にわたって交友があったとされる。諏訪郡立実科中学校・長野県立諏訪中学校（現・長野県諏訪清陵高等学校）、第一高等学校第2部を卒業。
1909年7月に東京帝国大学理論物理学科を卒業し、中央気象台（現・気象庁）に入って技術見習員講師となる。岡田武松課長のもとで天気予報に従事する一方、田丸卓郎、佐野静雄らの指導を受ける。1910年には積雪中の熱伝導の問題を研究。また、水産講習所にも嘱託講師として出講し、1911年には技手となる。統計課では、「雷雨報告」第一号や「雨量年報」の編集に携わるとともに、風向観測法の研究も行う。また、1911年には千里眼事件についての資料本『千里眼実験録』を藤教篤と共著で刊行。1918年には技師に昇進し、大阪臨時出張所長、1920年に東京に戻り天気予報に専心。
この間、1915年に「音の異常伝播の研究」により理学博士となり、1920年、同研究により帝国学士院賞を受賞。同年よりヨーロッパに留学し、ノルウェーのヴィルヘルム・ビヤークネスに師事、極前線、低気圧波動、海洋学を学ぶ。この頃、港の水門付近に発生した渦を見て、渦巻への関心を持つようになり、ロンドンで実験を行い、王立気象学会誌に渦動論を発表した。
1922年3月に帰国後、中央気象台測候技術官養成所（現・気象大学校）の主事となり、翌1923年からは岡田台長を補佐。1924年、東京帝国大学教授。1926年1月には寺田寅彦の後任として東京大学地震研究所員。1926年8月にウィーン気象国際会議、1933年にカナダ汎太平洋学術会議に出席し、1941年12月からは国際気象評議会幹事を務めた。1937年に帝国学士院会員。1941年7月30日、岡田の後任として第5代中央気象台長に就任。戦時中は軍の嘱託で風船爆弾の研究にも携わり、そのことが原因で戦後公職追放とされ、1947年の第1回参議院議員通常選挙に全国区から立候補したが辞退した。同年7月に中央気象台長を退任。以後は野にあって著述に専念。1950年、胃癌のため死去。
渦・雲・気象光学など、気象の幅広い分野において独創的な研究を行い、後進の育成にも力を尽くした。また、郷里諏訪地方の「御神渡」に関する研究もある。著述などによる啓蒙的な活動にも精力的で、「お天気博士」の愛称で親しまれた。現在の気象用語の基礎を作った。日本気象学会は1963年、気象学・気象観測技術の発展に貢献した研究者や技術者を表彰する「藤原賞」を創設した。藤原の研究分野にちなんで渦巻きをかたどった正賞のメダルには、「咲平」の銀文字が刻まれている。
また、1932年に自ら会長となり霧ヶ峰グライダー研究会を旗揚げし、1934年には日本初のグライダー大会を開催するなど、日本のグライダー研究の草分け的存在としても知られた
。諏訪市霧ヶ峰の記念碑「藤原咲平博士碑」前で毎年7月に「藤原咲平を偲ぶ会」を開催している。

## 著書
- 『千里眼実験録』（藤教篤共著 大日本図書 1911年）
- 『雲を掴む話』（岩波書店 通俗科學叢書第5編 1926年）
- 『雲』（岩波書店 1929年）
- 『気象と人生』（鉄塔書院 1930年）
- 『大気物理学』（岩波書店 1930年）
- 『気象光学』（岩波書店 岩波講座 1931年）
- 『地渦・地裂及び地震（古今書院 1932年）
- 『大気中の光象』（鉄塔書院 1933年）
  - 『大気中の光象』（日本現代気象名著選集第4巻 2010年（大空社）再版）
- 『天文や氣象の話（岩波書店 1935年）
- 『渦巻の実験』（河出書房 河出物理実験講座 1939年）
- 『気象感触』（岩波書店 1942年）
- 『生みの悩み』（蓼科書房 1947年）
- 『僕の気象研究 お天気問答』（さ・え・ら書房 1948年）
- 『暦と生活』（三省堂 1948年）
- 『気象ノート』（蓼科書房 1948年）
- 『群渦―気象四十年』（遺稿 羽田書店 1950年）
- 『日本気象学史』（岩波書店 1951年）
- 『暦と生活』（三省堂 三省堂百科シリーズ 1955年）
- 『地渦について』（岩波書店）

## 係累

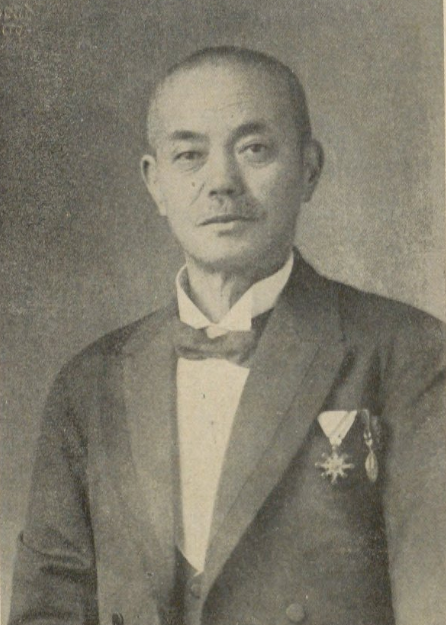
父親の藤原光蔵

父親の藤原光蔵は郡役所に長く勤務し、のちに上諏訪町長も務めた。作家の新田次郎（本名 藤原寛人）は甥、数学者の藤原正彦は大甥に当たる。

## 栄典
勲章
- 1941年（昭和16年）11月11日  - 勲二等瑞宝章[13]